# Helena Brandt
Helena Charlotte Brandt, född 24 mars 1963 i Ängelholm. Brandt har varit aktiv inom kvinnorörelsen och har suttit som ledamot i Svenska UNIFEM-kommittén, Sveriges Quinnoråd (Swe Q) och Feministiskt initiativ som Brandt var med och grundade. Brandt hoppade emellertid av organisationen den 14 september 2005. Brandt har även varit kommunalpolitiskt aktiv i Miljöpartiet de Gröna. Brandt är författare till boken En företagares bekännelser.